# پل لیزاندیه
پل لیزاندیه (فرانسوی: Paul Lizandier‎؛ ۲ دسامبر ۱۸۸۴ – دسامبر ۱۹۳۷) دونده اهل فرانسه بود.
وی در مسابقات کشوری و بین‌المللی در مجموع برندهٔ ۱ مدال برنز شده‌است.